# Ford C (1904)
El Ford C del año 1904 fue fabricado en Canadá por la Ford Motor Company de Canadá, Limited, empleando ocho trabajadores, fue el primer automóvil Ford en Canadá.

## Historia
La fábrica fue montada en Walkerville, en la actualidad del siglo XXI se denomina Windsor, Ontario.
Gordon McGregor, el propietario de la fábrica de Walkerville, había convencido a los empresarios locales canadienses que debían invertir en la industria del automóvil.
En las primeras reuniones empresariales con los potenciales inversores McGregor les dijo lo siguiente "Hay hombres en Detroit como Henry Ford, que dicen que todos los agricultores pronto va a usar un automóvil. No veo por qué no podemos construir autos aquí".
McGregor y el banquero de Windsor John Curry, realizaron una serie de reuniones con Henry Ford, que culminó con la incorporación de la Ford Motor Company de Canadá, Limited, el 17 de agosto de 1904. La joven empresa Ford de Canadá tenía los derechos exclusivos para producir los coches de Ford y para vender en todo el Imperio Británico, con excepción del Reino Unido.
En su primer año de funcionamiento, la fábrica de Canadá aumento su plantel a 17 operarios, con esta mano de obra local se construyeron 107 coches Ford C y siete coches modelos Ford B, en el primer año de fabricación.
El vehículo de dos cilindros y de 10 Hp Ford Modelo C costaba $ 1.100 (dólares), un precio que sólo los más ricos podían comprar.
Fue el Modelo Ford T presentado en 1908, el primer coche a un precio accesible para las familias de clase trabajadora.